# Bothriothorax nigricornis
Bothriothorax nigricornis är en stekelart som beskrevs av Xu och He 2003. Bothriothorax nigricornis ingår i släktet Bothriothorax och familjen sköldlussteklar. Inga underarter finns listade.